# El Internado (videojuego)
El Internado es un videojuego de aventura gráfica basado en la serie española homónima El Internado, siendo el primer videojuego basado en una serie española. El juego fue desarrollado por Artefacts Studio y publicado por Virgin Play para Nintendo DS y llegó al mercado en primavera de 2009, coincidiendo con el estreno de la quinta temporada de la serie.
El videojuego sigue la estructura de la serie de televisión, pero está lleno de contenidos extras, argumentos paralelos y nuevos guiones supervisados por los guionistas de la serie, de manera que el final del juego será una incógnita incluso para los más fieles seguidores de la trama de El Internado. En este sentido, en el juego las relaciones entre los estudiantes tendrán un peso muy importante en el desarrollo de la trama del juego, pudiendo investigar y descubrir en primera persona el oscuro secreto que oculta el internado Laguna Negra.
Durante la aventura, es posible encarnar a cinco de los protagonistas de la serie a elección del jugador, siendo estos Carol, Iván, Marcos, Julia y Vicky. Con ellos, el jugador tiene como objetivo explorar los escenarios vistos en la serie al mismo tiempo que busca pistas y se relaciona con otros personajes, amén de tener que superar diversos minijuegos y puzles en los que se requerirá el uso de las características especiales de la portátil como el uso de la pantalla táctil o el micrófono.
En lo referente al apartado gráfico, el juego presenta un estilo visual que combina las dos y tres dimensiones en la pantalla superior e inferior de la portátil, mostrándose todas las secuencias narrativas mediante escenas en blanco y negro de forma similar a la vista en películas como, por ejemplo, Sin City. "